# Ixia
Genre
Synonymes
- Agretta Eckl.[2]
- Dichone Lawson ex Salisb.[2]
- Houttuynia Houtt.[2]
- Hyalis Salisb.[2]
- Morphixia Ker Gawl.[2]
- Wuerthia Regel[2]

Ixia est un genre de plantes à bulbes vivaces de la famille des Iridacées. Le genre Ixia a été décrit en 1935 mais la plante en elle-même a été découverte en 1766 et ce genre rassemble environ 50 espèces. Elle vient d'Afrique du Sud. Nous la retrouvons dans beaucoup de jardins à la suite d'un regain d'intérêt pour ses fleurs.

## Étymologie
Le nom « ixia » provient du grec ἰξία (« iksia ») et qui veut dire « gui ». En effet, les racines et la sève de l'ixia sont gluantes et collantes comme les fruits du gui, une plante qui est parasite et que nous offrons souvent à Noël.

## Description
Il s'agit d'une plante vivace à bulbes d'une hauteur comprise entre 30 et 40 centimètres (parfois, 50 cm ou même 80 cm) et à croissance rapide.
Son bulbe est semi-rustique, cela veut dire que son bulbe résiste à des températures modérément froides (entre −5 °C et 
−10 °C).
Sa tige est rectiligne et dressée entre deux feuilles en éventail.
Son feuillage est caduc, alterne et en forme de glaive. Elle comporte 6 feuilles.
Ses fleurs :
- poussent en épi de 5 à 12 fleurs d'à peu près 5 centimètres diamètres ;
- sont en forme de coupes ;
- ont une corolle tubulaire de 6 tépales soudées ;
- ont 1 style trifide, 3 étamines anthères longitudinales et 3 stigmates inclinés vers l'arrière ;
- ont plusieurs coloris: blanc, blanc crème, jaune, orange, rose, rouge, vert avec souvent un cœur noir ou foncé ;
- fleurissent dès la fin du mois d'avril jusqu'à juillet.

Les fruits :
- sont des capsules à 3 loges ;
- contiennent des petites graines noires, rondes et brillantes d'environ 5 millimètres ;
- arrivent à maturité dès la fin du printemps. Bulbes d'ixia

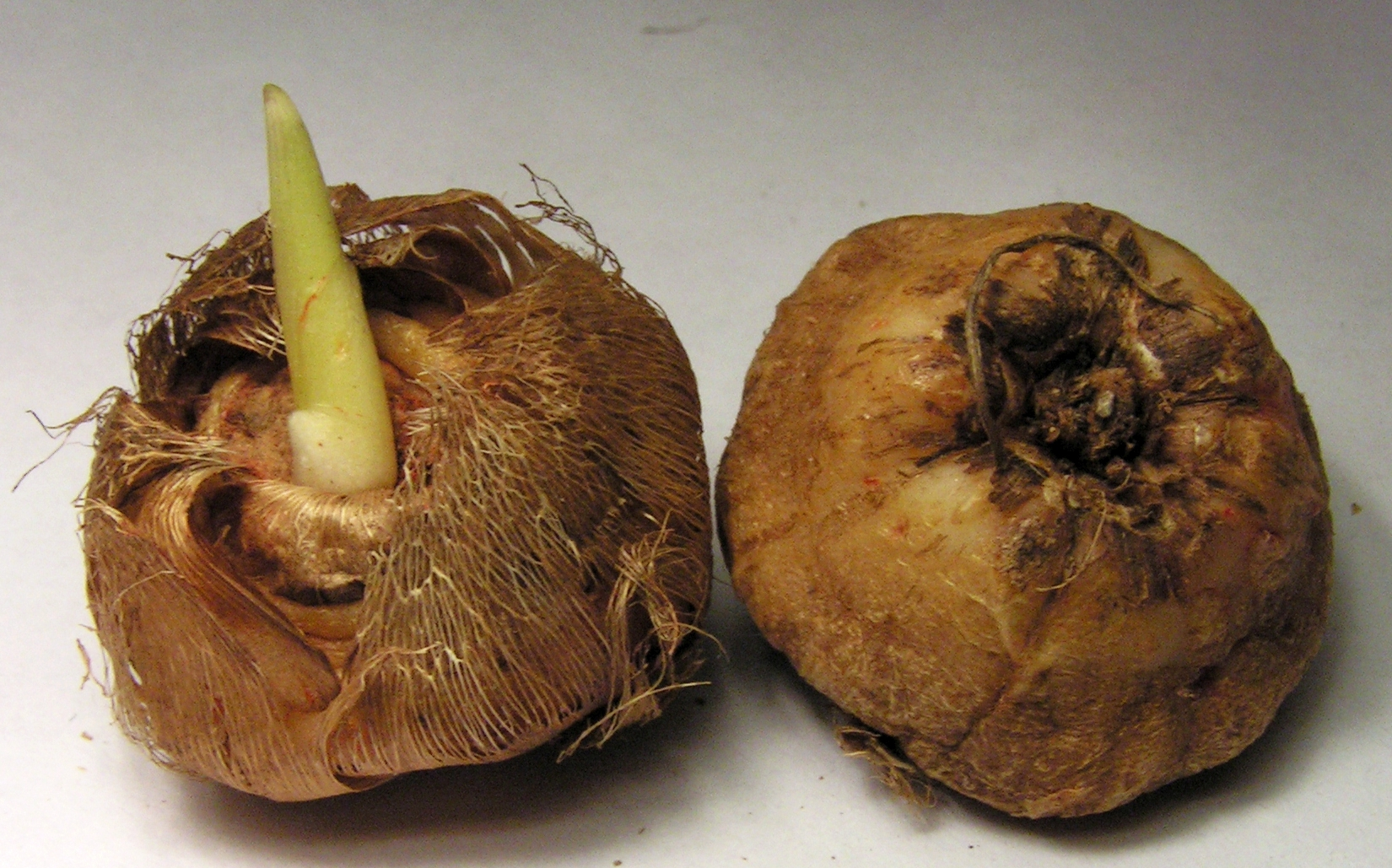
Bulbes d'ixia

## Principales espèces
Le genre Ixia se compose de plus ou moins 50 espèces (espèces hybrides comprises) et parmi les plus connues, on retrouve :

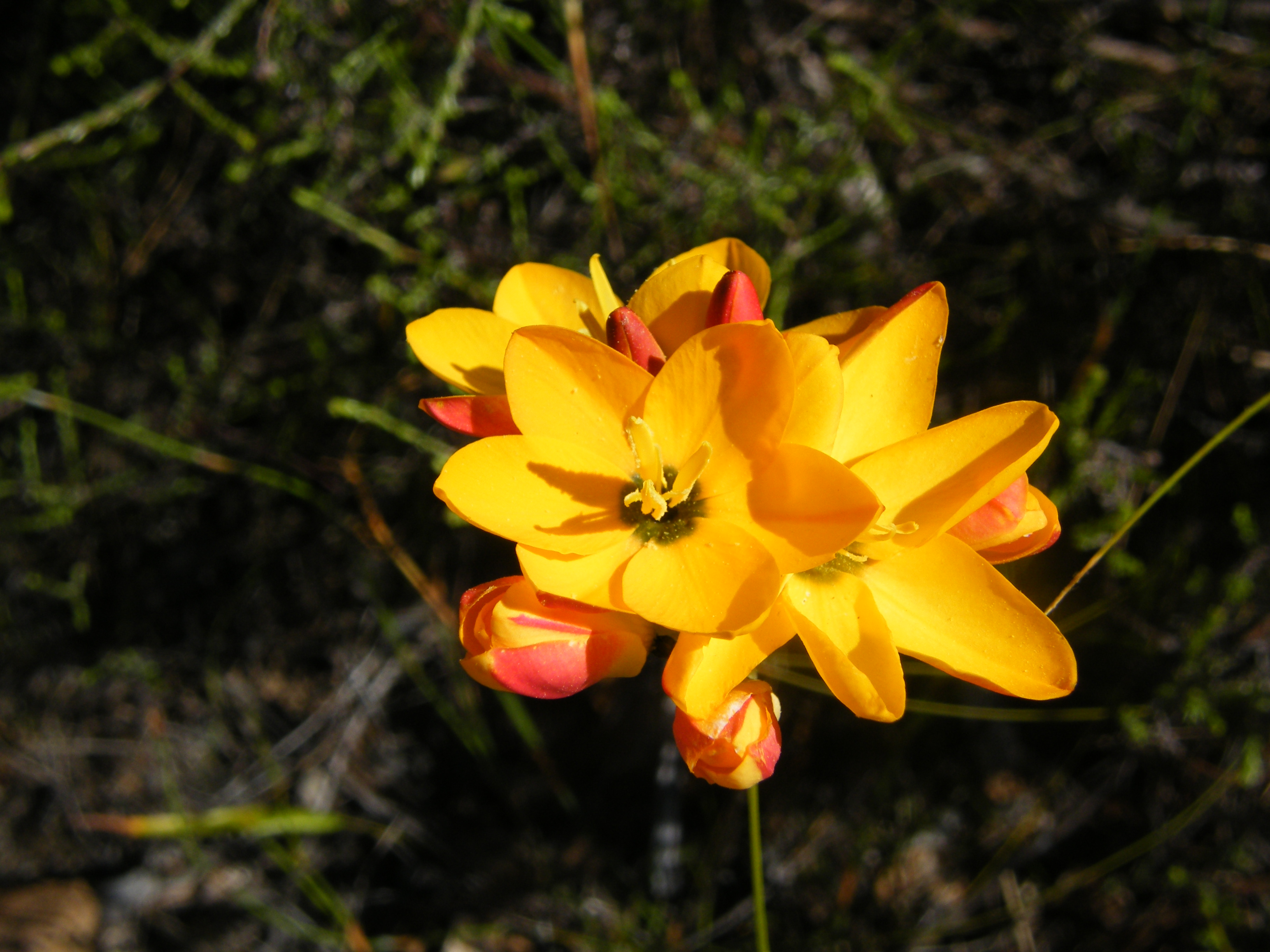
Ixia dubia

- Ixia aurea J. C. Manning & Goldblatt
- Ixia acaulis Goldblatt & J. C. Manning
- Ixia brevituba G.J. Lewis
- Ixia brunneobractea G.J. Lewis
- Ixia campanulata Houtt.
- Ixia capillaris L. f.
- Ixia cochlearis G.J. Lewis
- Ixia collina Goldbl. & Snijman
- Ixia curta Andr
- Ixia curvata G.J. Lewis
- Ixia dubia Vent.
- Ixia erubescens Goldbl.
- Ixia esterhuyseniae De Vos
- Ixia flexuosa L.
- Ixia frederickii De Vos
- Ixia fucata
  - Ixia fucata Ker-Gawl, var. filifolia G.J. Lewis
  - Ixia fucata Ker-Gawl. var. fucata
- Ixia gloriosa G.J Lewis
- Ixia latifolia
  - Ixia latifolia Delaroche var. angustifolia G.J. Lewis
  - Ixia latifolia Delaroche var. curviramosa G.J. Lewis
  - Ixia latifolia Delaroche var. latifolia
  - Ixia latifolia Delaroche var. parviflora G.J. Lewis
  - Ixia latifolia Delaroche var. ramulosa G.J. Lewis
- Ixia leipoldtii G.J. Lewis
- Ixia leucantha Jacq.
- Ixia longituba N.E.Br.
  - Ixia longituba N. E. Br. var. bellendenii R. C. Foster
  - Ixia longituba N. E. Br. var. longituba
- Ixia lutea Eckl. var. lutea
- Ixia lutea Eckl. var. ovata (Andr.) B. Nord
- Ixia maculata
  - Ixia maculata L. var. fusco-citrina (Desf.ex DC) G.J. Lewis
  - Ixia maculata L. var. intermedia G.J. Lewis
  - Ixia maculata L. var. maculata
- Ixia marginifolia (Salisb) G.J Lewis
- Ixia metelerkampiae L. Bol.
- Ixia micranda
  - Ixia micranda Bak. var. confusa G.J Lewis
  - Ixia micranda Bak. var. micranda
  - Ixia micranda Bak. var. minor G.J Lewis
- Ixia monadelpha Delaroche
- Ixia mostertii De Vos
- Ixia odorata Ker-Gawl var. hesperanthoides G.J Lewis
- Ixia odorata Ker-Gawl var. odorata
- Ixia orientalis L.Bol.
- Ixia paniculata Delaroche
- Ixia patens
  - Ixia patensAit. var. linearifolia G.J Lewis
  - Ixia patens Ait var. patens
- Ixia pauciflora G.J Lewis
- Ixia polystachya
  - Ixia polystachya L. var. crassifolia G.J Lewis
  - Ixia polystachya L. var. lutea (Ker-Gawl) G.J Lewis
  - Ixia polystachya M. De Vos var. longistylus var. nova
  - Ixia polystachya L. var. polystachya
- Ixia pumilio Goldbl. & Snijman
- Ixia purpureorosea G. J Lewis
- Ixia rapunculoides
  - Ixia rapunculoides Del. var. flaccida G.J Lewis
  - Ixia rapuncuolides Del. var. namaquana (L.Bol.) G. J Lewis
  - Ixia rapunculoides Del. var. rapunculoides
  - Ixia rapunculoides Del. var. rigida G. J Lewis
  - Ixia rapunculoides Del. var. robusta G.J Lewis
  - Ixia rapunculoides Del. var subpendula G.J. Lewis
- Ixia rouxii G.J Lewis
- Ixia scillaris L. var. scillaris
- Ixia scillaris L. var. subundulata G.J Lewis
- Ixia splendida G.J. Lewis
- Ixia stohriae L. Bol.
- Ixia stolonifera G.J Lewis
- Ixia stricta (Eckl. ex Klatt) G. J Lewis
- Ixia tenuifolia Vahl.
- Ixia thomasiae Goldblo.
- Ixia trifolia G. J Lewis FP
- Ixia trinervata (Bak.) G. J Lewis
- Ixia vanzijliae L. Bol.
- Ixia versicolor G.J Lewis
- Ixia vinacea G. J Lewis
- Ixia viridiflora Lam.
  - Ixia viridiflora Lam. var minor De Vos

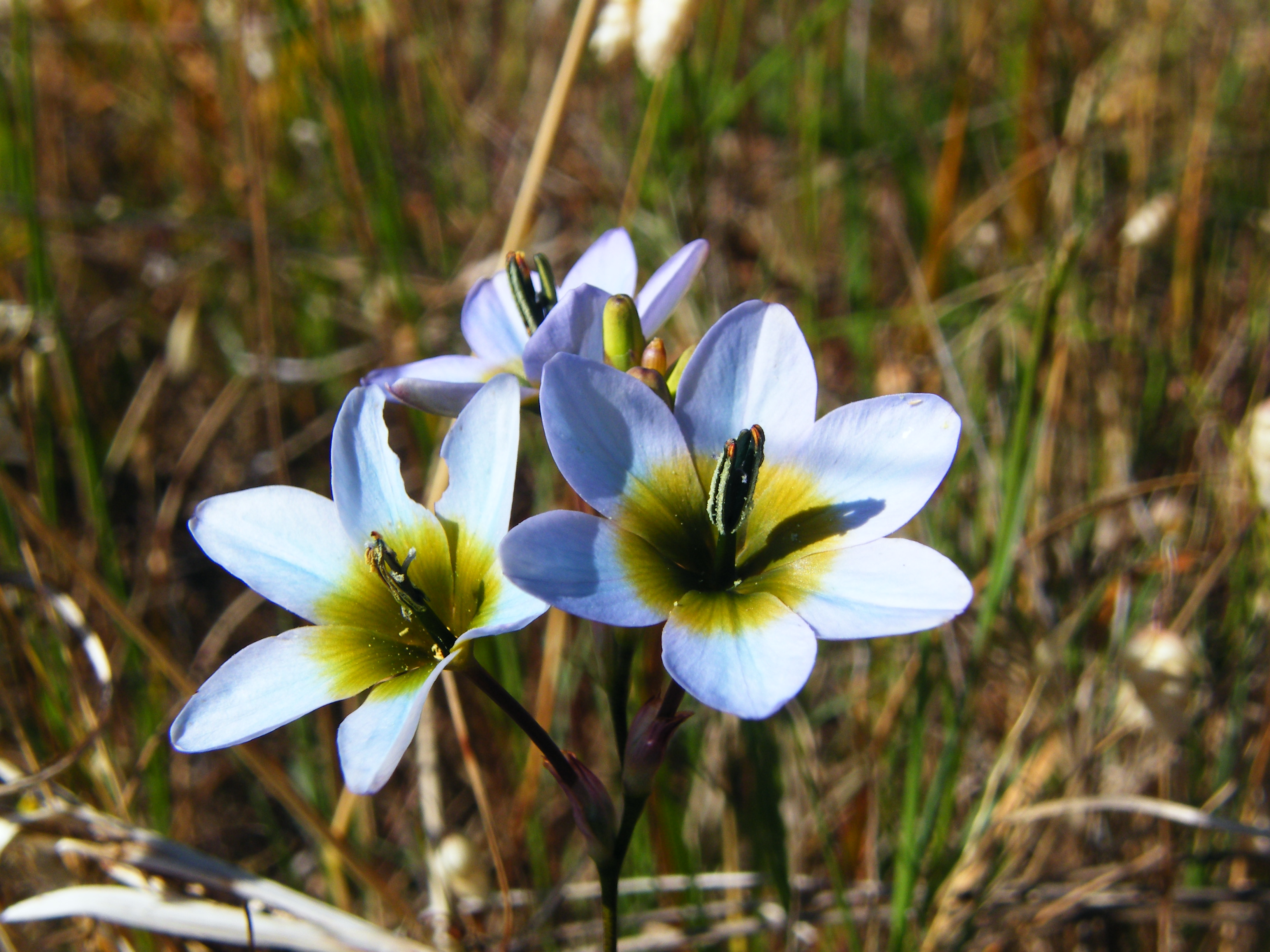
Ixia monadelpha

  - Ixia viridiflora Lam. var viridflora Thunb.

## Ennemis
L'ixia résiste très bien aux maladies et parasites.

## Liste des espèces, sous-espèces et variétés
Selon World Checklist of Selected Plant Families (WCSP) (15 février 2020) :
- Ixia abbreviata Houtt. (1780)
  - variété Ixia abbreviata var. abbreviata
  - variété Ixia abbreviata var. ovata (Andrews) Goldblatt & J.C.Manning (2010)
- Ixia acaulis Goldblatt & J.C.Manning (1993)
- Ixia alata Goldblatt & J.C.Manning (2011)
- Ixia alticola Goldblatt & J.C.Manning (2016)
- Ixia altissima Goldblatt & J.C.Manning (2012)
- Ixia angelae Goldblatt & J.C.Manning (2016)
- Ixia atrandra Goldblatt & J.C.Manning (2001)
- Ixia aurea J.C.Manning & Goldblatt (1999)
- Ixia bellendenii R.C.Foster (1936)
- Ixia bifolia Goldblatt & J.C.Manning (2012)
- Ixia brevituba G.J.Lewis (1962)
- Ixia brunneobractea G.J.Lewis (1962)
- Ixia calendulacea Goldblatt & J.C.Manning (2010)
- Ixia campanulata Houtt. (1780)
- Ixia capillaris L.f. (1782)
- Ixia cedarmontana Goldblatt & J.C.Manning (2011)
- Ixia cochlearis G.J.Lewis (1946)
- Ixia collina Goldblatt & Snijman (1985)
- Ixia confusa (G.J.Lewis) Goldblatt & J.C.Manning (2012)
- Ixia contorta Goldblatt & J.C.Manning (2008)
- Ixia curta Andrews (1809)
- Ixia curvata G.J.Lewis (1962)
- Ixia dieramoides Goldblatt & J.C.Manning (2008)
- Ixia divaricata Goldblatt & J.C.Manning (2008)
- Ixia dolichsiphon Goldblatt & J.C.Manning (2011)
- Ixia dubia Vent. (1803)
- Ixia ecklonii Goldblatt & J.C.Manning (2011)
- Ixia erubescens Goldblatt (1971)
- Ixia esterhuyseniae M.P.de Vos (1988)
- Ixia exiliflora Goldblatt & J.C.Manning (2008)
- Ixia flagellaris Goldblatt & J.C.Manning (2012)
- Ixia flexuosa L. (1762)
- Ixia fucata Ker Gawl. (1811)
- Ixia gloriosa G.J.Lewis (1962)
- Ixia helmei Goldblatt & J.C.Manning (2016)
- Ixia lacerata Goldblatt & J.C.Manning (2008)
- Ixia latifolia D.Delaroche (1766)
- Ixia leipoldtii G.J.Lewis (1954)
- Ixia linderi Goldblatt & J.C.Manning (2011)
- Ixia linearifolia Goldblatt & J.C.Manning (2011)
- Ixia longistylis (M.P.de Vos) Goldblatt & J.C.Manning (2016)
- Ixia longituba N.E.Br., J. Linn. Soc. (1928)
  - sous-espèce Ixia longituba subsp. longituba
  - sous-espèce Ixia longituba subsp. macrosiphon Goldblatt & J.C.Manning (2011)
- Ixia macrocarpa Goldblatt & J.C.Manning (2015)
- Ixia maculata L. (1763)
  - variété Ixia maculata var. fuscocitrina (Desf. ex Redouté) G.J.Lewis (1962)
  - variété Ixia maculata var. maculata
- Ixia marginifolia G.J.Lewis (1962)
- Ixia metelerkampiae L.Bolus (1929)
- Ixia micrandra Baker (1876)
- Ixia minor (G.J.Lewis) Goldblatt & J.C.Manning (2012)
- Ixia mollis Goldblatt & J.C.Manning (2011)
- Ixia monadelpha D.Delaroche (1766)
- Ixia monticola Goldblatt & J.C.Manning (2011)
- Ixia mostertii M.P.de Vos (1988)
- Ixia namaquana L.Bolus (1931)
- Ixia nutans Goldblatt & J.C.Manning (2016)
- Ixia odorata Ker Gawl. (1822)
- Ixia orientalis L.Bolus (1929)
- Ixia oxalidiflora Goldblatt & J.C.Manning (2008)
- Ixia paniculata D.Delaroche (1766)
- Ixia parva Goldblatt & J.C.Manning (2011)
- Ixia patens Aiton (1789)
  - variété Ixia patens var. linearifolia G.J.Lewis (1962)
  - variété Ixia patens var. patens
- Ixia pauciflora G.J.Lewis (1962)
- Ixia paucifolia G.J.Lewis (1933)
- Ixia pavonia Goldblatt & J.C.Manning (2011)
- Ixia polystachya L. (1762)
  - variété Ixia polystachya var. crassifolia G.J.Lewis (1962)
  - variété Ixia polystachya var. lutea (Ker Gawl.) G.J.Lewis (1962)
  - variété Ixia polystachya var. polystachya
- Ixia pumilio Goldblatt & Snijman (1985)
- Ixia purpureorosea G.J.Lewis (1962)
- Ixia ramulosa (G.J.Lewis) Goldblatt & J.C.Manning (2011)
- Ixia rapunculoides Redouté (1814)
- Ixia reclinata Goldblatt & J.C.Manning (2008)
- Ixia recondita Goldblatt & J.C.Manning (2011)
- Ixia rigida Goldblatt & J.C.Manning (2012)
- Ixia rivulicola Goldblatt & J.C.Manning (2008)
- Ixia robusta (G.J.Lewis) Goldblatt & J.C.Manning (2008)
- Ixia roseoalba Goldblatt & J.C.Manning (2016)
- Ixia rouxii G.J.Lewis (1931)
- Ixia sarmentosa Goldblatt & J.C.Manning (2016)
- Ixia saundersiana Goldblatt & J.C.Manning (2011)
- Ixia scillaris L. (1762)
  - variété Ixia scillaris var. latifolia Ker Gawl. (1801)
  - sous-espèce Ixia scillaris subsp. scillaris
  - sous-espèce Ixia scillaris subsp. toximontana Goldblatt & J.C.Manning (2012)
- Ixia seracina Goldblatt & J.C.Manning (2015)
- Ixia simulans Goldblatt & J.C.Manning (2012)
- Ixia sobolifera Goldblatt & J.C.Manning (2008)
  - sous-espèce Ixia sobolifera subsp. albiflora Goldblatt & J.C.Manning (2008)
  - sous-espèce Ixia sobolifera subsp. carnea Goldblatt & J.C.Manning (2008)
  - sous-espèce Ixia sobolifera subsp. sobolifera
- Ixia splendida G.J.Lewis (1938)
- Ixia stenophylla Goldblatt & J.C.Manning (2011)
- Ixia stohriae L.Bolus (1931)
- Ixia stolonifera G.J.Lewis (1952)
- Ixia stricta (Eckl. ex Klatt) G.J.Lewis (1962)
- Ixia superba J.C.Manning & Goldblatt (2004)
- Ixia tenuifolia Vahl (1805)
- Ixia tenuis Goldblatt & J.C.Manning (2012)
- Ixia teretifolia Goldblatt & J.C.Manning (2012)
- Ixia thomasiae Goldblatt (1979)
- Ixia trifolia G.J.Lewis (1934)
- Ixia trinervata (Baker) G.J.Lewis (1962)
- Ixia vanzijliae L.Bolus (1927)
- Ixia versicolor G.J.Lewis (1962)
- Ixia vinacea G.J.Lewis (1962)
- Ixia viridiflora Lam. (1789)
  - variété Ixia viridiflora var. minor M.P.de Vos (1999)
  - variété Ixia viridiflora var. viridiflora

Selon The Plant List (15 février 2020) :
- Ixia abbreviata Houtt.
- Ixia acaulis Goldblatt & J.C.Manning
- Ixia amethystina J.C.Manning & Goldblatt
- Ixia atrandra Goldblatt & J.C.Manning
- Ixia aurea J.C.Manning & Goldblatt
- Ixia brevituba G.J.Lewis
- Ixia brunneobractea G.J.Lewis
- Ixia brunneobracteata G.J. Lewis
- Ixia calendulacea Goldblatt & J.C.Manning
- Ixia campanulata Houtt.
- Ixia capillaris L.f.
- Ixia cochlearis G.J.Lewis
- Ixia collina Goldblatt & Snijman
- Ixia contorta Goldblatt & J.C.Manning
- Ixia curta Andrews
- Ixia curvata G.J.Lewis
- Ixia dieramoides Goldblatt & J.C.Manning
- Ixia divaricata Goldblatt & J.C.Manning
- Ixia dubia Vent.
- Ixia erubescens Goldblatt
- Ixia esterhuyseniae M.P.de Vos
- Ixia exiliflora Goldblatt & J.C.Manning
- Ixia flexuosa L.
- Ixia fucata Ker Gawl.
- Ixia gloriosa G.J.Lewis
- Ixia lacerata Goldblatt & J.C.Manning
- Ixia latifolia D.Delaroche
- Ixia leipoldtii G.J.Lewis
- Ixia longituba N.E.Br.
- Ixia maculata L.
- Ixia marginifolia G.J.Lewis
- Ixia metelerkampiae L.Bolus
- Ixia micrandra Baker
- Ixia monadelpha D.Delaroche
- Ixia mostertii M.P.de Vos
- Ixia namaquana L.Bolus
- Ixia odorata Ker Gawl.
- Ixia orientalis L.Bolus
- Ixia oxalidiflora Goldblatt & J.C.Manning
- Ixia paniculata D.Delaroche
- Ixia patens Aiton
- Ixia pauciflora G.J.Lewis
- Ixia paucifolia G.J.Lewis
- Ixia polystachya L.
- Ixia pumilio Goldblatt & Snijman
- Ixia purpureorosea G.J.Lewis
- Ixia rapunculoides Delile
- Ixia reclinata Goldblatt & J.C.Manning
- Ixia rivulicola Goldblatt & J.C.Manning
- Ixia robusta (G.J.Lewis) Goldblatt & J.C.Manning
- Ixia rouxii G.J.Lewis
- Ixia scillaris L.
- Ixia sobolifera Goldblatt & J.C.Manning
- Ixia splendida G.J.Lewis
- Ixia stohriae L.Bolus
- Ixia stolonifera G.J.Lewis
- Ixia stricta (Eckl. ex Klatt) G.J.Lewis
- Ixia superba J.C.Manning & Goldblatt
- Ixia tenuifolia Vahl
- Ixia thomasiae Goldblatt
- Ixia trifolia G.J.Lewis
- Ixia trinervata (Baker) G.J.Lewis
- Ixia vanzijliae L.Bolus
- Ixia versicolor G.J.Lewis
- Ixia vinacea G.J.Lewis
- Ixia viridiflora Lam.

Selon Tropicos (15 février 2020) (Attention liste brute contenant possiblement des synonymes) :
- Ixia abbreviata Houtt.
- Ixia acaulis Goldblatt & J.C. Manning
- Ixia acuta Licht. ex Roem. & Schult.
- Ixia africana L.
- Ixia alata Goldblatt & J.C. Manning
- Ixia alba L.
- Ixia alboflavens Eckl.
- Ixia alopecuroides (L.) L. f.
- Ixia alticola Goldblatt & J.C. Manning
- Ixia altissima Goldblatt & J.C. Manning
- Ixia ambigua Salisb.
- Ixia americana Aubl.
- Ixia amethystina J.C. Manning & Goldblatt
- Ixia amoena Salisb.
- Ixia anemonaeflora Jacq.
- Ixia angelae Goldblatt & J.C. Manning
- Ixia angusta (Jacq.) Jacq.
- Ixia angustifolia (Andrews) Klatt
- Ixia antholyziformis Lam.
- Ixia arcuata Burm. f.
- Ixia arenosa Goldblatt & J.C. Manning
- Ixia aristata Thunb.
- Ixia atrandra Goldblatt & J.C. Manning
- Ixia aulica Aiton
- Ixia aurantiaca (Eckl.) Czerw.
- Ixia aurea Goldblatt & J.C. Manning
- Ixia autumnalis (Mill.) Salisb.
- Ixia avellana R.C. Foster
- Ixia bellendenii R.C. Foster
- Ixia bicolor (Thunb.) Ker Gawl.
- Ixia bicolorata Klatt
- Ixia bifaria Moench
- Ixia bifolia Goldblatt & J.C. Manning
- Ixia bimaculata Schrank
- Ixia bolusii G.J. Lewis
- Ixia brevifolia Baker
- Ixia brevituba G.J. Lewis
- Ixia brunneobractea G.J. Lewis
- Ixia brunneobracteata G.J. Lewis
- Ixia bulbifera L.
- Ixia bulbocodioides D. Delaroche
- Ixia bulbocodium (L.) L.
- Ixia burmanni F. Dietr.
- Ixia calendulacea Goldblatt & J.C. Manning
- Ixia campanulata Houtt.
- Ixia cana Eckl.
- Ixia capillaris L. f.
- Ixia capitata Andrews
- Ixia carmosina Hoeven & de Vriese
- Ixia carnea Goldblatt & J.C. Manning
- Ixia cartilaginea Lam.
- Ixia caryophyllacea Burm. f.
- Ixia cedarmontana Goldblatt & J.C. Manning
- Ixia cepacea DC.
- Ixia chinensis L.
- Ixia chloroleuca Jacq.
- Ixia cinnamomea L. f.
- Ixia coccinea Thunb.
- Ixia cochlearis G.J. Lewis
- Ixia coelestina W. Bartram
- Ixia coerulescens Pers.
- Ixia collina Goldblatt & Snijman
- Ixia columellaris Ker Gawl.
- Ixia columnae (Sebast. & Mauri) Schult.
- Ixia columnaris Salisb.
- Ixia concinna Salisb.
- Ixia concolor Salisb.
- Ixia conferta R.C. Foster
- Ixia confusa (G.J. Lewis) Goldblatt & J.C. Manning
- Ixia conica Salisb.
- Ixia conspicua Salisb.
- Ixia contorta Goldblatt & J.C. Manning
- Ixia cooperi (Baker) Baker
- Ixia corymbosa L.
- Ixia crateroides Ker Gawl.
- Ixia crispifolia Andrews
- Ixia crocata L.
- Ixia crocea Thunb.
- Ixia cruciata Jacq.
- Ixia curta Andrews
- Ixia curvata G.J. Lewis
- Ixia cyanea Pers.
- Ixia densiflora Klatt
- Ixia deusta Aiton
- Ixia dieramoides Goldblatt & J.C. Manning
- Ixia dinteri Schinz
- Ixia dispar N.E. Br.
- Ixia divaricata Goldblatt & J.C. Manning
- Ixia dolichosiphon Goldblatt & J.C. Manning
- Ixia dubia Vent.
- Ixia duckittiae L. Bolus
- Ixia ecklonii Goldblatt & J.C. Manning
- Ixia elegans (Regel) N.E. Br.
- Ixia elliptica Thunb.
- Ixia elongata Vahl
- Ixia emarginata Lam.
- Ixia ensifolia Noronha
- Ixia erecta P.J. Bergius
- Ixia erosa Salisb.
- Ixia erubescens Goldblatt
- Ixia esterhuyseniae M.P. de Vos
- Ixia europaea Pers.
- Ixia excisa L. f.
- Ixia exiliflora Goldblatt & J.C. Manning
- Ixia fabricii D. Delaroche
- Ixia falcata L. f.
- Ixia fallax Salisb.
- Ixia fastigiata Lam.
- Ixia fenestrata Jacq.
- Ixia filifolia F. Delaroche
- Ixia filiformis Vent.
- Ixia fimbriata Lam.
- Ixia fistulosa Andrews
- Ixia flabellifolia D. Delaroche
- Ixia flabelliformis Salisb.
- Ixia flabellularis Vahl
- Ixia flaccida (G.J. Lewis) Goldblatt & J.C. Manning
- Ixia flagellaris Goldblatt & J.C. Manning
- Ixia flava Lam.
- Ixia flavescens Eckl.
- Ixia flexuosa L.
- Ixia fragrans Jacq.
- Ixia framesii L. Bolus
- Ixia frederickii M.P. de Vos
- Ixia fruticosa L. f.
- Ixia fucata Ker Gawl.
- Ixia fugacissima L. f.
- Ixia fugax Hornem.
- Ixia fuscocitrina DC.
- Ixia galaxia L. f.
- Ixia gawleri Schrad.
- Ixia geminata Vahl
- Ixia geminiflora Schrank
- Ixia gladiata L. f.
- Ixia gladiolaris Lam.
- Ixia gloriosa G.J. Lewis
- Ixia grandiflora D. Delaroche
- Ixia helmei Goldblatt & J.C. Manning
- Ixia heterophylla Willd.
- Ixia hexandra Schrank
- Ixia hirsuta L.
- Ixia hochstetteriana A. Rich.
- Ixia holosericea Jacq.
- Ixia humilis Thunb.
- Ixia hyalina L. f.
- Ixia hybrida Ker Gawl.
- Ixia imbricata D. Delaroche
- Ixia incarnata Jacq.
- Ixia inflexa D. Delaroche
- Ixia iridifolia D. Delaroche
- Ixia juncea Link
- Ixia lacerata Goldblatt & J.C. Manning
- Ixia lancea Thunb.
- Ixia lapeirousia J.F. Gmel.
- Ixia latifolia D. Delaroche
- Ixia leipoldtii G.J. Lewis
- Ixia leucantha Jacq.
- Ixia liliago DC.
- Ixia linderi Goldblatt & J.C. Manning
- Ixia linearifolia Goldblatt & J.C. Manning
- Ixia linearis L. f.
- Ixia lineata Salisb.
- Ixia longiflora P.J. Bergius
- Ixia longifolia Jacq.
- Ixia longistylis (M.P. de Vos) Goldblatt & J.C. Manning
- Ixia longituba N.E. Br.
- Ixia lutea Eckl.
- Ixia macrocarpa Goldblatt & J.C. Manning
- Ixia maculata L.
- Ixia magellanica Lam.
- Ixia marginata (L. f.) Aiton
- Ixia marginifolia G.J. Lewis
- Ixia meriana (L.) Link
- Ixia metelerkampiae L. Bolus
- Ixia mexicana Sessé & Moc.
- Ixia micrandra Baker
- Ixia milleri P.J. Bergius
- Ixia miniata Jacq.
- Ixia minima Schrank
- Ixia minor (G.J. Lewis) Goldblatt & J.C. Manning
- Ixia minuta (Thunb.) L. f.
- Ixia mollis Goldblatt & J.C. Manning
- Ixia monadelpha D. Delaroche
- Ixia monadelphia Burm. f.
- Ixia monanthos D. Delaroche
- Ixia monticola Goldblatt & J.C. Manning
- Ixia mostertii M.P. de Vos
- Ixia mutabilis Salisb.
- Ixia namaquana L. Bolus
- Ixia namaquensis Bol., L.
- Ixia neglecta Schult.
- Ixia nervosa (Baker) Baker
- Ixia nigroalbida Klatt
- Ixia nutans Goldblatt & J.C. Manning
- Ixia ochroleuca Vahl
- Ixia odorata Ker Gawl.
- Ixia orientalis L. Bolus
- Ixia ornithogaloides Licht. ex Roem. & Schult.
- Ixia ovata Burm. f.
- Ixia oxalidiflora Goldblatt & J.C. Manning
- Ixia pallideflavens Eckl.
- Ixia palliderosea Eckl.
- Ixia paniculata D. Delaroche
- Ixia parva Goldblatt & J.C. Manning
- Ixia parviflora Salisb.
- Ixia patens Aiton
- Ixia pauciflora G.J. Lewis
- Ixia paucifolia G.J. Lewis
- Ixia pavonia Goldblatt & J.C. Manning
- Ixia pectinata Vahl
- Ixia pendula L. f.
- Ixia pentandra L. f.
- Ixia petitiana A. Rich.
- Ixia phlogiflora Delile
- Ixia pilosa L. f.
- Ixia plicata L.
- Ixia polystachya L.
- Ixia propinqua Salisb.
- Ixia pudica (Sol. ex Ker Gawl.) Roem. & Schult.
- Ixia pulchra Salisb.
- Ixia pumila G. Forst.
- Ixia pumilio Goldblatt & Snijman
- Ixia punctata Andrews
- Ixia punicea Jacq.
- Ixia purpurascens Ten.
- Ixia purpurea Lam.
- Ixia purpureorosea G.J. Lewis
- Ixia pusilla Andrews
- Ixia pygmaea Burm. f.
- Ixia pyramidalis Lam.
- Ixia quadrangula D. Delaroche
- Ixia quartiniana A. Rich.
- Ixia radians Thunb.
- Ixia radiata Jacq.
- Ixia ramiflora (Ten.) Ten.
- Ixia ramosa Ker Gawl.
- Ixia ramulosa (G.J. Lewis) Goldblatt & J.C. Manning
- Ixia rapunculoides Delile
- Ixia reclinata Goldblatt & J.C. Manning
- Ixia recondita Goldblatt & J.C. Manning
- Ixia recurva F. Delaroche
- Ixia recurvifolia Poir.
- Ixia reflexa Andrews
- Ixia reticularis Salisb.
- Ixia reticulata Thunb.
- Ixia rigida Goldblatt & J.C. Manning
- Ixia rivulicola Goldblatt & J.C. Manning
- Ixia robusta (G.J. Lewis) Goldblatt & J.C. Manning
- Ixia rosea L.
- Ixia roseoalba Goldblatt & J.C. Manning
- Ixia rotata Ker Gawl.
- Ixia rouxii G.J. Lewis
- Ixia rubrocyanea Jacq.
- Ixia sarmentosa Goldblatt & J.C. Manning
- Ixia saundersiana Goldblatt & J.C. Manning
- Ixia scariosa Thunb.
- Ixia sceptrum Baker
- Ixia scillaris L.
- Ixia secunda D. Delaroche
- Ixia seracina Goldblatt & J.C. Manning
- Ixia setacea Thunb.
- Ixia similis Salisb.
- Ixia simulans Goldblatt & J.C. Manning
- Ixia sobolifera Goldblatt & J.C. Manning
- Ixia socialis Salisb.
- Ixia sordida Hornem.
- Ixia sparrmannii (Thunb.) Schult.
- Ixia sparsa Mill.
- Ixia spathacea Sol. ex Ker Gawl.
- Ixia speciosa Andrews
- Ixia spectabilis Salisb.
- Ixia spicata Burm. f.
- Ixia splendida G.J. Lewis
- Ixia sprengeliana (Spreng.) Schult.
- Ixia squalida Aiton
- Ixia stellaris Hill
- Ixia stellata (Andrews) Klatt
- Ixia stenophylla Goldblatt & J.C. Manning
- Ixia stohriae L. Bolus
- Ixia stolonifera G.J. Lewis
- Ixia striata Vahl
- Ixia stricta (Eckl. ex Klatt) G.J. Lewis
- Ixia sublutea Lam.
- Ixia superba J.C. Manning & Goldblatt
- Ixia tardiflora Salisb.
- Ixia tenella Klatt
- Ixia tenuiflora Vahl
- Ixia tenuifolia Vahl
- Ixia tenuis Goldblatt & J.C. Manning
- Ixia teretifolia Goldblatt & J.C. Manning
- Ixia thomasiae Goldblatt
- Ixia thunbergii Roem. & Schult.
- Ixia tortuosa Licht. ex Roem. & Schult.
- Ixia trichorhiza (Baker) Baker
- Ixia tricolor Schneev.
- Ixia trifolia G.J. Lewis
- Ixia trinervata (Baker) G.J. Lewis
- Ixia triticea Burm. f.
- Ixia tubulosa Burm. f.
- Ixia umbellata Burm. f.
- Ixia undulata Burm. f.
- Ixia uniflora L.
- Ixia vanzijliae L. Bolus
- Ixia venosa (Willd.) Link
- Ixia vernalis Salisb.
- Ixia verrucosa Vogel
- Ixia versicolor G.J. Lewis
- Ixia villosa Aiton
- Ixia villosula J.F. Gmel.
- Ixia vinacea G.J. Lewis
- Ixia violacea Banks ex Ker Gawl.
- Ixia virgata (Jacq.) Willd.
- Ixia viridiflora Lam.
- Ixia viridis Thunb.
- Ixia vitellina Eckl.
- Ixia xiphidium Loefl.